# Silfaya
Silfaya (arabe : سلفايا) est un village libanais situé dans le caza d'Aley au Mont-Liban.